# سوپ باله کوسه
سوپ باله کوسه یک سوپ سنتی یا غذای خورشتی است که در بخش‌هایی از چین، تایوان، و جنوب شرق آسیا سرو می‌شود. باله‌های کوسه، بافت کلی این غذا را ایجاد می‌کنند، و طعم آن از دیگر محتویات سوپ می‌آید. این سوپ، معمولاً در مناسبت‌های خاص مانند عروسی‌ها و ضیافت‌ها یا به‌عنوان یک کالای لوکس سرو می‌شود.
این سوپ قرن‌ها پیش در زمان دودمان سونگ در چین به‌وجود آمد و برای خانواده امپراتوری و برای اعضای دربار سرو می‌شد. در دورهٔ دودمان مینگ، محبوبیت این غذا افزایش یافت و در زمان دودمان چینگ سوپ باله کوسه بسیار مورد تقاضا بود. پس از قرن نوزدهم، با افزایش سطح درآمد جوامع چینی در سراسر جهان، این سوپ به غذایی بسیار محبوب تبدیل شد.
تهیهٔ این سوپ از سوی انجمن بین‌المللی بشریت محکوم شده است، این انجمن بیان می‌کند که تقریباً ۷۲ میلیون کوسه هر ساله به خاطر مصرف باله‌هایشان کشته می‌شوند. در حال حاضر، نگرانی‌های بین‌المللی در مورد پایداری نسل و رفاه کوسه‌ها بر مصرف و در دسترس بودن سوپ در سراسر جهان تأثیر گذاشته است. اخیراً همچنین نگرانی‌های بهداشتی در مورد غلظت بالای BMAA در باله‌های کوسه ایجاد شده است.
جایگزین‌های سوپ باله کوسه اخیراً در بازار وارد شده‌اند که نیازی به باله‌های کوسه ندارند، بنابراین از آسیب‌های زیست‌محیطی ناشی از عمل باله‌گیری کوسه جلوگیری می‌کنند. سوپ یا خورش باله کوسه با باله‌های به‌دست‌آمده از گونه‌های مختلف کوسه تهیه می‌شود.
باله‌های کوسه به صورت خشک، پخته، مرطوب و منجمد فروخته می‌شود. سوپ آماده باله کوسه نیز به راحتی در بازارهای آسیایی موجود است. طعم این سوپ از سایر محتویات سوپ حاصل می‌شود، زیرا خود باله‌ها تقریباً بی‌مزه هستند.

## تأثیر بر سلامتی

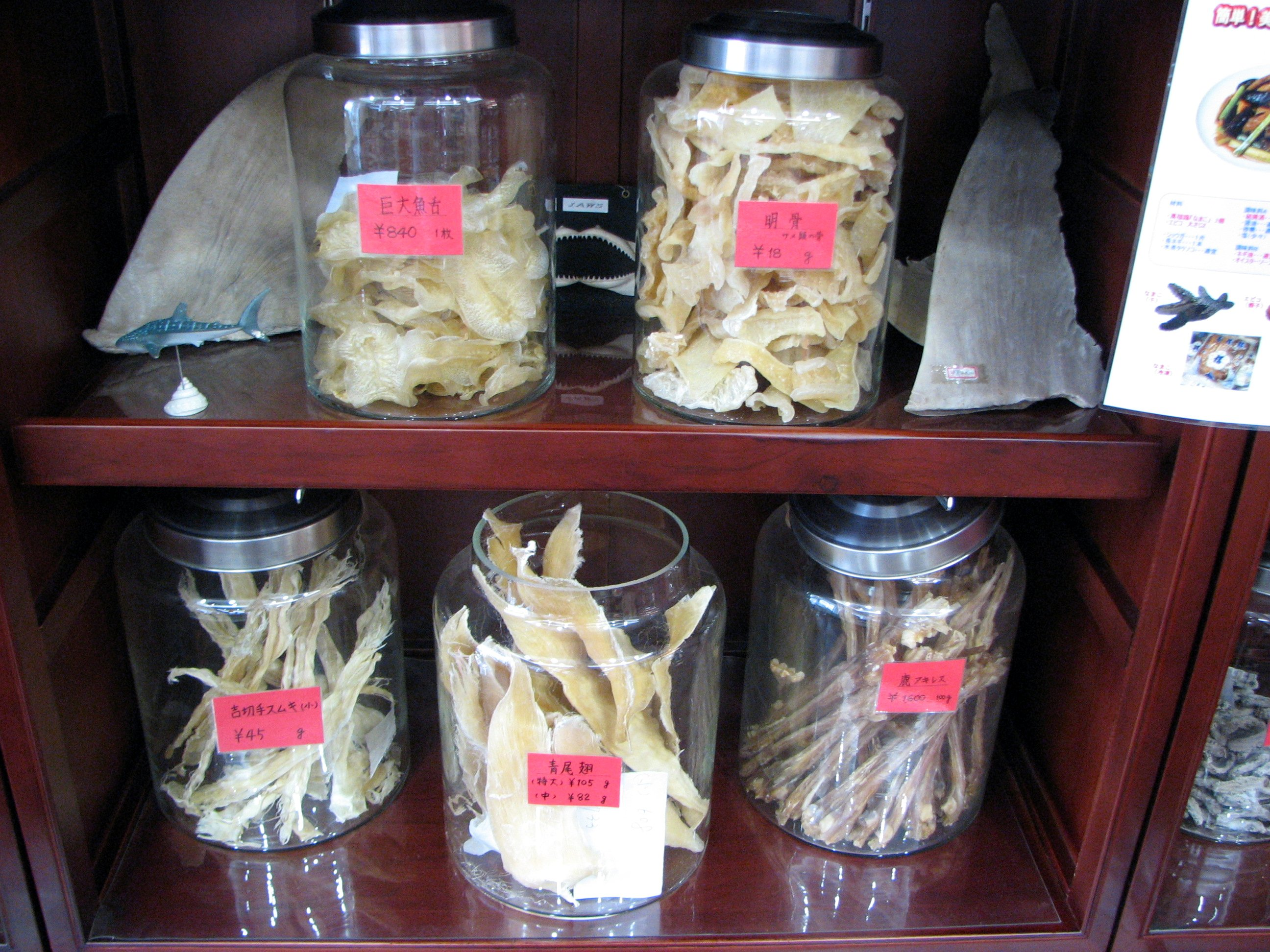
باله‌های کوسه و سایر اجزاء بدن کوسه برای فروش در یک داروخانه چینی در یوکوهاما، ژاپن

در فرهنگ چینی اعتقاد بر این است که باله‌های کوسه دارای خواصی از قبیل تقویت نیروی جنسی، افزایش سلامت پوست، افزایش چی یا انرژی حیاتی، جلوگیری از بیماری‌های قلبی و کاهش کلسترول هستند. در طب سنتی چینی اعتقاد بر این است که مصرف باله‌های کوسه به جوان‌سازی، افزایش اشتها و تقویت خون، کمک می‌کند و برای انرژی حیاتی، کلیه‌ها، ریه‌ها، استخوان‌ها و بسیاری از قسمت‌های دیگر بدن مفید است.
ادعاهایی نیز وجود دارد که مصرف باله‌های کوسه از سرطان جلوگیری می‌کند. با این‌حال، هیچ مدرک علمی وجود ندارد، و یک مطالعه نشان داد که غضروف کوسه به‌طور کلی هیچ ارزشی در درمان سرطان ندارد. علاوه بر این، هیچ مدرک علمی مبنی بر استفاده از باله کوسه برای درمان هیچ نوع بیماری وجود ندارد. از سویی دیگر، به‌دلیل پدیدهٔ زیست‌انباشتگی افزایشی، خوردن گوشت کوسه ممکن است با افزایش خطر ابتلا به زوال عقل و مسمومیت با جیوه و دیگر فلزات سنگین، همراه باشد.
WildAid، یک سازمان غیردولتی حیات وحش، هشدار داده است که خوردن بیش از حد باله کوسه می‌تواند باعث عقیمی در مردان شود. به‌طور کلی، ماهی‌های بزرگ‌تر مانند کوسه، ماهی تن و شمشیرماهی حاوی مقادیر زیادی نمک جیوه و متیل جیوه هستند. سازمان غذا و داروی آمریکا زنانی که به زودی باردار می‌شوند، زنان باردار، مادران شیرده و کودکان خردسال را از مصرف این نوع از ماهی‌ها منع کرده است.
غلظت بالایی از BMAA در باله‌های کوسه وجود دارد. از آن‌جایی که BMAA یک نوروتوکسین است، مصرف سوپ باله کوسه و قرص‌های غضروف، ممکن است خطر ابتلا به بیماری‌های مغزی دژنراتیو مانند آلزایمر، اسکلروز جانبی آمیوتروفیک، و بیماری پارکینسون را تشدید کند.

## نگرانی‌های اخلاقی و زیست‌محیطی

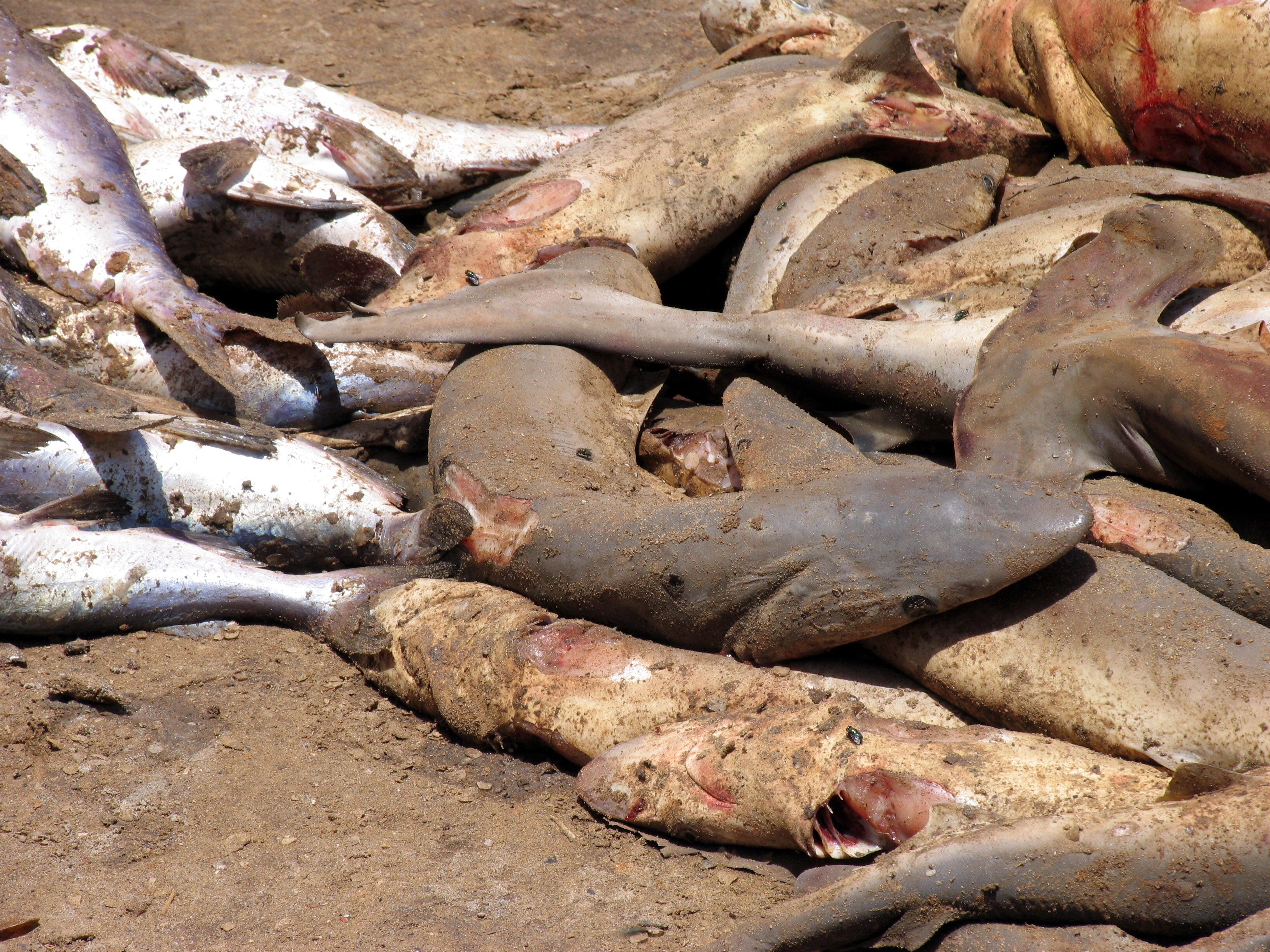
کوسه‌های باله‌زدایی شده

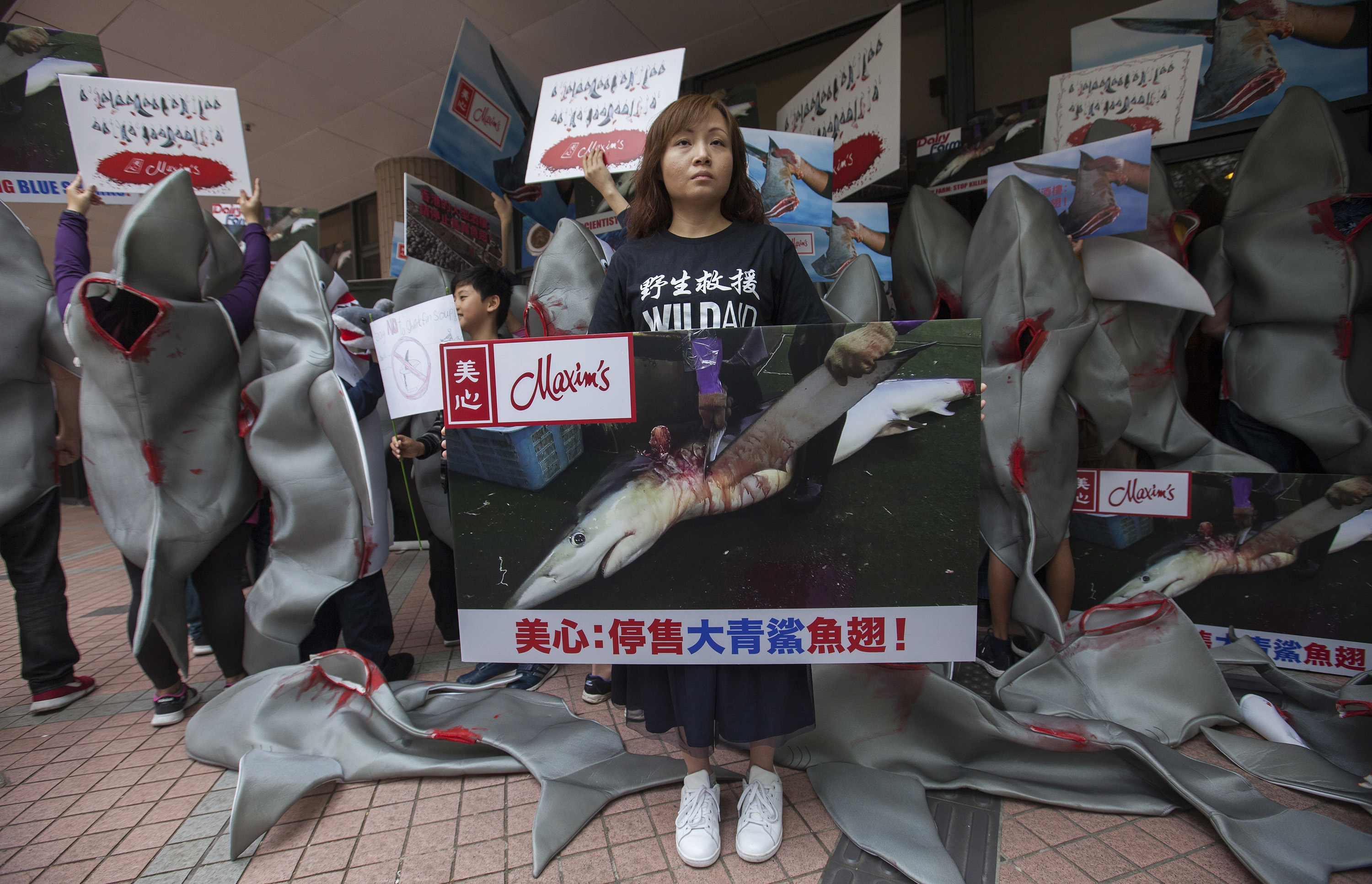
اعتراض باله کوسه در رستوران ماکسیم در دانشگاه هنگ کنگ ۱۰ فوریه ۲۰۱۸

باله‌های کوسه مورد استفاده در سوپ شامل باله پشتی، باله سینه‌ای و باله دمی در فرایند چیدن باله‌کوسه برداشت می‌شوند که فقط باله‌ها جدا شده و باقی لاشه به‌صورت زنده یا مرده دور انداخته می‌شود. صید بی‌رویه، یک تهدید بزرگ برای جمعیت کوسه‌های جهان است.